# Dalmacio Langarica
Dalmacio Langarica Lizasoain (Otxandio, 5 dicembre 1919 – Basauri, 24 gennaio 1985) è stato un ciclista su strada e dirigente sportivo spagnolo.
Professionista dal 1943 al 1955, vinse una edizione della Vuelta a España, aggiudicandosi in totale otto tappe ed indossando complessivamente la maglia di leader per quindici volte, otto giorni nel 1946 e sette nel 1947.

## Carriera
Ritroviamo tra gli altri, come successi di Langarica la Subida al Naranco nel 1944 e Klasika Primavera nel 1946. Fu anche campione di Spagna della montagna in due occasioni, 1945 e 1946. Ritiratosi dall'attività ciclistica proseguì il suo lavoro nel ciclismo, dirigendo la squadra spagnola KAS per diverse stagioni.

## Palmarès
- 1944

Subida al Naranco
Subida a Estabaliz
Subida a Santo Domingo
Vuelta al Puente
1ª tappa Vuelta a Cantabria
4ª tappa Vuelta a Cantabria
Vuelta a las Nieves - Ampuero
2ª tappa Vuelta a Levante
tappa Volta Ciclista a Catalunya
- 1945

Campionati spagnoli di montagna
7ª tappa Circuito del Norte
1ª tappa Vuelta a Guipuzoca
Classifica generale Vuelta a Guipuzcoa
Gran Premio San Antonio de Durango
Gran Premio Vizcaya
- 1946

Campionati spagnoli di montagna
Gran Premio Pascuas - Circuito de Pascuas
7ª tappa Vuelta a España
12ª tappa Vuelta a España
16ª tappa Vuelta a España
18ª tappa Vuelta a España
20ª tappa Vuelta a España
Classifica generale Vuelta a España
Klasika Primavera
- 1947

Vuelta a Álava
1ª tappa, 2ª semitappa Gran Premio Marca
5ª tappa Gran Premio Marca
1ª tappa Vuelta a Mallorca
- 1948

3ª tappa Vuelta a España
6ª tappa Vuelta a España
11ª tappa Vuelta a España
1ª tappa Siviglia-Malaga-Siviglia
Classifica generale Siviglia-Malaga-Siviglia
9ª tappa Volta Ciclista a Catalunya
Vuelta al Valle de Leniz
- 1950

Oporto-Braga
8ª tappa Volta Ciclista a Catalunya
1ª tappa Gran Premio de Catalunya
- 1951

15ª tappa Volta a Portugal
- 1952

3ª tappa Bicicletta Basca
- 1953

Gran Premio Múgica
- 1954

5ª tappa Vuelta a Mallorca

### Altri successi
- 1945

Classifica scalatori Vuelta a Guipuzcoa
- 1950

Classifica scalatori Giro del Portogallo

## Piazzamenti

### Grandi Giri
- Tour de France

1949: ritirato (5ª tappa)
1951: 58º
1953: 73º
1954: ritirato (7ª tappa)
- Vuelta a España

1946: vincitore
1948: 4º

### Classiche monumento
- Giro delle Fiandre

1949: ritirato
- Liegi-Bastogne-Liegi

1949: 33º